# Haida-Seehundkeule
Die Haida-Seehundkeule ist eine Jagdwaffe der amerikanischen Ureinwohner der Ethnie des Haida-Volkes.

## Beschreibung
Die Haida-Seehundkeule  besteht komplett aus Holz. Sie ist eine Schlagwaffe für Jagd und Fischerei. Die Keule ist in Form eines Seehundes oder eines Seelöwen geschnitzt.